# Astronomski observatorij Padova
Astronomski observatorij Padova (izvirno italijansko Osservatorio Astronomico di Padova; kratica OAPD) (koda IUA 533) je ena glavnih ustanov, ki delujejo v sklopu Narodnega instituta za astrofiziko (INAF).
Observatorij so ustanovili leta 1761 za potrebe Univerze v Padovi, ki so ga namestili v grad Vecchio. Gradnjo so končali šele leta 1777.
Danes je to raziskovalna ustanova, v katereme deluje več oddelkov (tudi Oddelek za astronomijo Univerze v Padovi), daljnogledi pa se nahajajo drugje in sicer v sklopu tega observatorija deluje Astronomski observatorij Asiago, ki leži približno 90 km izven Padove.